# Gustav Heinrich Ralph von Koenigswald
Gustav Heinrich Ralph von Koenigswald (Berlino, 13 novembre 1902 – Bad Homburg vor der Höhe, 10 luglio 1982) è stato un paleontologo e geologo tedesco.

## Biografia
Le sue scoperte e i suoi studi sugli ominidi fossili nell'area di Giava, come a Sangiran, a Ngandong dove scopri i resti fossili classificati come Ngandong 6 e Ngandong 7, e su altri importanti fossili del Sud-est asiatico, ne hanno imposto la reputazione come una di quelle di maggior rilievo nel campo della paleoantropologia. Scoprì il genere nota come Gigantopithecus, identificandone i molari in un negozio di Hong Kong, dove venivano utilizzati insieme ad altri denti come rimedio della medicina tradizionale cinese.